# Elmenteitasee
Der Elmenteitasee (Lake Elmenteita, auch Lake Elementeita oder Lake Elmentaita) ist ein stark basischer See  (pH-Wert > 7) im östlichen Arm des Ostafrikanischen Grabens.
Der See gehört seit 2011 als Teilgebiet des „Kenianischen Seensystems im Great Rift Valley“ zum UNESCO-Weltnaturerbe.

## Geographie
Der See liegt im östlichen Teil des Ostafrikanischen Grabenbruchs (Great Rift Valley). Das Seebecken wird im Norden von der Menengai-Caldera, im Süden vom Vulkan Mount Eburru, im Westen vom Grabenrand des Mau-Escarpments und im Osten vom Kinangop-Plateau und dem Aberdare-Vulkankomplex (Aberdare Range) begrenzt. Das nur 590 km² große Einzugsgebiet ist regenarm, weswegen das hydrologische Budget des Beckens extrem negativ und der abflusslose See stark alkalisch ist.
Der See liegt vollständig im Nakuru County in Kenia, etwa 100 km nordwestlich der Hauptstadt Nairobi.

## Flora und Fauna
Der See ist die Heimat zahlreicher Flamingos und Pelikane. Es leben keine Fische im See.

## Umwelt
Der Elmenteitasee gehört zu den Ländereien von Lord Delamere, dessen Vater Hugh Cholmondeley, 3. Baron Delamere zu den frühen Siedlern von British East Africa gehörten. An den Ufern des Sees liegen ausgedehnte Weidegebiete.
Neuere Studien zeigen einen starken Zuwachs in der Wasserfläche der Seen im kenianischen Teil des Rifts. Auch der Elmenteitasee ist davon betroffen. Ausgehend von einer „normalen“ Fläche von 21 km², hat der See sich in den letzten Jahrzehnten bis zum Jahr 2020 auf eine Fläche von 23 km² ausgedehnt. Dies hat weitreichende Folgen für die sozioökonomische Infrastruktur, da Siedlungen sowie Straßen zunehmend überflutet werden. Ebenso werden dadurch die aquatischen, aber auch die terrestrischen Ökosysteme beeinflusst. Es werden mehrere Ursachen dafür als verantwortlich angesehen. Ein großer Teil dieses Effektes wird dem Klimawandel zugeschrieben. Es werden in den Einzugsgebieten der Seen deutlich höhere Niederschlagsmengen verzeichnet. Dazu kommt die Bodenerosion durch veränderte Landnutzung, die die Becken der Seen mit Sedimentfracht anfüllt.